# Solana de los Barros
Solana de los Barros est une commune d’Espagne situé dans la province de Badajoz, communauté autonome d'Estrémadure.